# SB 3b1 sorozat
Az SB 3b{}^1 egy szertartályosgőzmozdony-sorozat volt a Déli Vasútnál (németül: Südbahngeselschaft, SB ), mely egy osztrák-magyar magánvasút-társaság volt.
Az SB 3b sorozatnál erősebb kétcsatlós szertartályos mozdonyt rendelt az SB a StEG mozdonygyáránál 1890 és 1892 között. A mozdonyokat a Liesing–Kaltenleutgeben vonalon használták, de az első világháborúban Marburgba kerültek. A háború után a két mozdony előbb Jugoszláviába, majd 1924-ben Olaszországba került. A harmadik mozdony már eleve Olaszországba lett szállítva. Itt az FS az FS 803 sorozatba osztotta őket.

## Fordítás
- Ez a szócikk részben vagy egészben  a   SB 3b1 című német Wikipédia-szócikk fordításán alapul.  Az eredeti cikk szerkesztőit annak laptörténete sorolja fel. Ez a jelzés csupán a megfogalmazás eredetét és a szerzői jogokat jelzi, nem szolgál a cikkben szereplő információk forrásmegjelöléseként. - Az eredeti szócikk forrásai szintén ott találhatóak.